# Xabier Txurruka
Xabier Txurruka Fernández (Zarauz, Guipúzcoa, 30 de enero de 1973) es un arquitecto y político español. Desde 2015 es el alcalde de Zarauz.
Está casado y es padre de un hijo y una hija. Tiene conocimiento de inglés y francés. Es miembro de EAJ-PNV desde 2007 y ha sido presidente en UBB de Zarauz de 2014 a 2015.